# Tia (chi bướm)
Tia là một chi bướm đêm thuộc phân họ Olethreutinae trong họ Tortricidae.

## Các loài
- Tia enervana (Erschoff, 1877)